# Cameron Toshack
Jonathan Cameron Toshack, más conocido como Cameron Toshack, (Cardiff, 7 de marzo de 1970) es un exfutbolista y entrenador galés que actualmente se encuentra sin equipo.

## Carrera

### Como jugador
Debido a que en 1991 se le diagnosticó Diabetes tipo 1, su carrera deportiva fue bastante corta e incluso más bien testimonial. Tanto es así que antes de fichar por el Cardiff City, en 1991 y donde jugaría solo 6 partidos, estuvo en las filas del Swansea City y el Bristol City sin jugar ningún partido.
Al abandonar el Cardiff City fichó por el Weymouth FC, un equipo de las ligas semiprofesionales y amateurs inglesas, donde jugó siete partidos y anotó dos goles.

### Como entrenador
Si bien no obtuvo la Licencia UEFA A hasta 2009,entrenando al Kingstonians FC durante el 2008/09, Toshack trabajó para la selección galesa entre 2004 y 2012 alternando con ser entrenador en otros equipos.Al comienzo de la temporada 2009-10, Toshack comenzó a trabajar en el equipo Neath Athletic de la Premier League de Gales en el cuerpo técnico.
En 2011, cuando su padre pasó a ser entrenador de Macedonia fue nombrado segundo entrenador de la selección balcánica durante la Clasificación para la Eurocopa 2012..A pesar de no clasificarse para la Eurocopa la selección Macedonia, el equipo subió en el ranking FIFA de la posición 103 a la posición 81.
El 15 de octubre de 2013, se hace cargo del puesto de entrenador de las categorías Sub-18 del Swansea City, equipo galés que juega en la Premier League inglesa, pues el anterior entrenador, Anthony Pennock puso rumbo al Hull City. Conquistó dos FAW Welsh Youth Cup consecutivas con el equipo.En 2015, Toshack comenzó a trabajar con el equipo sub-21 del mismo club con el que consiguió el título de la Premier League 2 Grupo 2 en 2017. Esa misma temporada, el equipo compitió en la Premier League International Cup, donde fue eliminado en las semifinales por el FC Oporto que luego se alzarían con el título.En la 2017 y 2018 ganaron la Premier League Cup. En diciembre de 2017 fue designado como asistente de entrenador de Leon Britton tras la decisión del club de liberar a Paul Clement.
La exitosa trayectoria de Toshack lo llevó a que se le vinculase con varios clubes, además del propio Swansea City, como el Barnsley FC o el iraní Machine Sazi FC.
En diciembre de 2019 abandona el Swansea city Sub-23 para recalar en el Pafos FC. En octubre de 2020 rescinden él y el club chipriota su contrato. Dejó el Pafos con el mayor porcentaje de victorias de la historia del club.
En marzo de 2022 es contratado por el Leeds United como segundo entrenador de Jesse Marsch que al ser destituido, es destituido también.